# Holzspielzeugherstellung im Erzgebirge

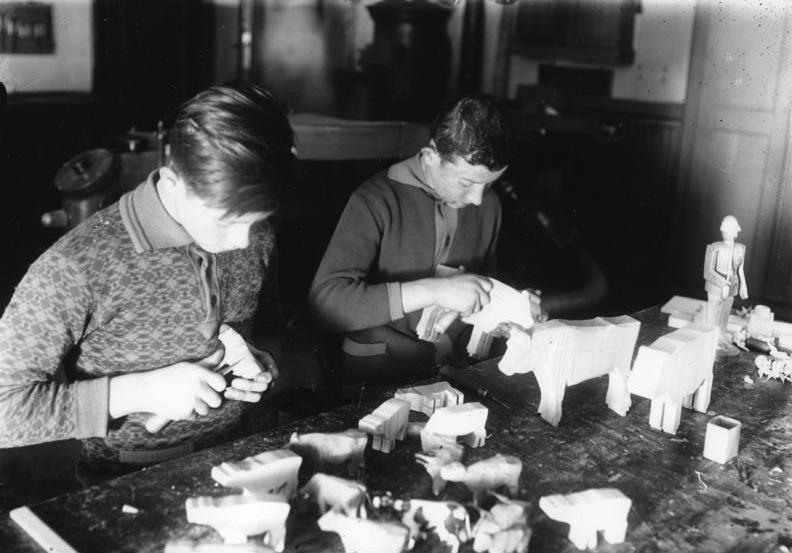
Bearbeitung von Reifentieren (Seiffen, 1929)

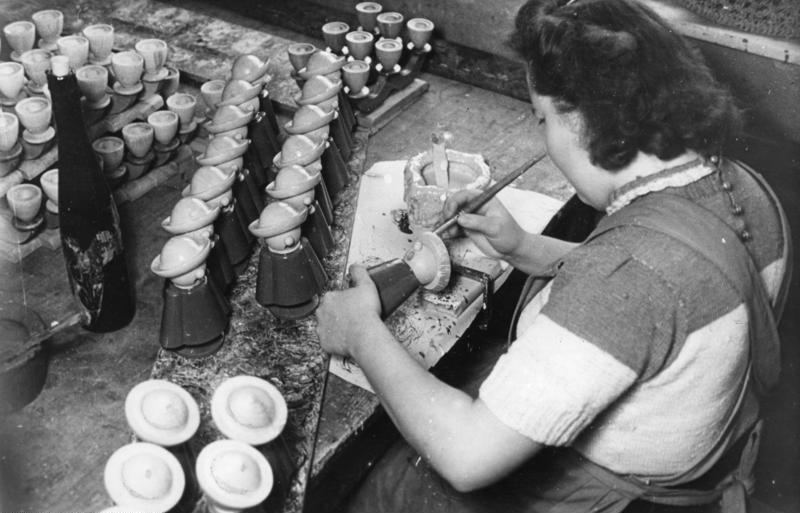
Bemalen von Räuchermännern (Seiffen, 1947)

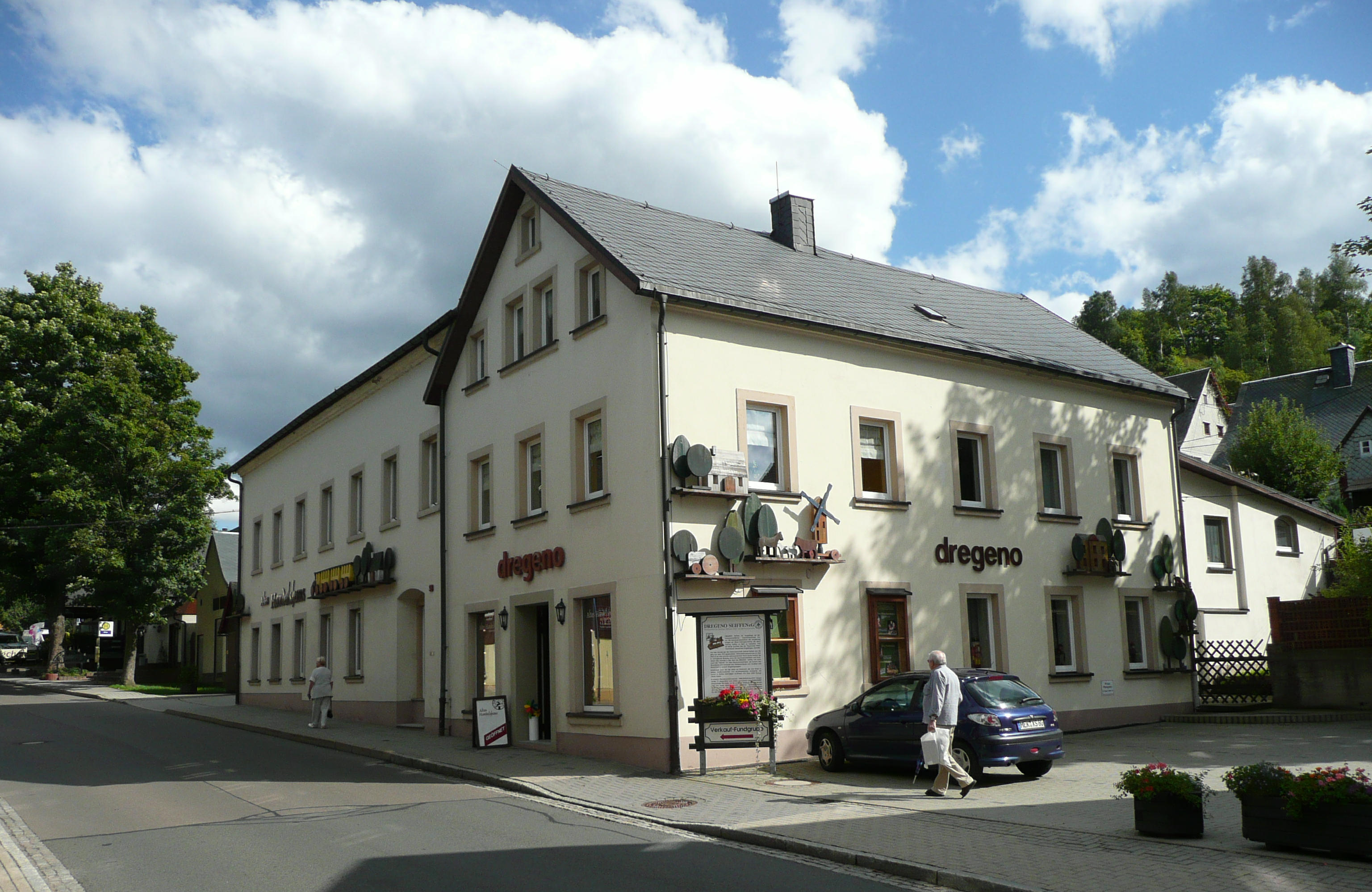
Hauptgebäude der DREGENO, der Genossenschaft der Drechsler, Bildhauer, Holz- und Spielwarenhersteller in Seiffen

Die Geschichte der Holzspielzeugherstellung im Erzgebirge ist eng verknüpft mit den regionalen Rahmenbedingungen. Das Erzgebirge war viele Jahrhunderte eine Landschaft, die die einheimische Bevölkerung nur schwer ernähren konnte. Lange und harte Winter schränkten die Landwirtschaft ein, zudem war die Region nur sehr schlecht verkehrlich erschlossen. Mit dem einsetzenden Erzbergbau bildete sich hier ein neuer Wirtschaftszweig, der aber aufgrund der harten Arbeit und der hohen Gefährdung nur die jungen und kräftigen Männer mit Arbeit versorgen konnte. Durch Unfälle waren viele Verletzte und Todesopfer zu beklagen. Die Bergleute sind früh am Morgen bei Dunkelheit zur Arbeit gegangen und erst spät am Abend schon wieder in der Dunkelheit von der Arbeit heimgekehrt. Aus dieser Zeit stammt auch der bis heute überlieferte Volksbrauch, Lichter in die Fenster zu stellen. Diese Lichter sollten den Bergleuten den sicheren Weg zurück in die Häuser zu ihren Familien zeigen.
Der Erzbergbau kam im 17. Jahrhundert, besonders nach dem Dreißigjährigen Krieg, weitgehend zum Erliegen. Der Holzreichtum der Region und die handwerkliche Geschicklichkeit der Einwohner ließen hier aus dieser Not heraus die Holzspielzeugfertigung als wichtige Nebenerwerbsquelle entstehen. Ganze Familien waren besonders in den harten Wintern damit beschäftigt. Kinderarbeit bei schlechter Beleuchtung und Ausrüstung war kein Ausnahmefall, sondern die Regel. Oft mussten die Kinder mehr als 12 Stunden pro Tag arbeiten. In den Familien bildete sich eine starke Spezialisierung. So war zum Beispiel ein erfahrener Dreher mit dem Reifendrehen beschäftigt, ein anderer Mann schnitzte daraus die Tierfiguren und eine weitere Familie übernahm die Bemalung und die Herstellung kleiner Schachteln. Dabei war der Verdienst für die einzelnen Arbeitsschritte sehr gering. Die Produktion wurde im Regelfall durch fahrende Händler aufgekauft, die ihre Position gnadenlos ausnutzten, um die Preise zu drücken. Ein Großteil dieser Erzeugnisse wurde zu den Spielwarenmärkten nach Nürnberg gebracht und von dort aus weitervertrieben. Die Bildung von Zusammenschlüssen und Genossenschaften (wie zum Beispiel der Dregeno) war somit die Folge, um ein Minimum an Einkommen zu sichern.
Die Fertigung konzentriert sich heute noch im Spielzeugdorf Seiffen und der Umgebung, inmitten des als „Deutsches Weihnachtsland“ benannten Erzgebirges. Bei den Produkten hat sich eine große Vielfalt entwickelt, die Erzeugnisse werden aber eindeutig mit dem Erzgebirge in Verbindung gebracht und sind unter dem Begriff der Erzgebirgischen Volkskunst bekannt. Hierzu gehören viele typisch erzgebirgische Holzerzeugnisse wie Flügelpyramiden,
Räuchermänner, Nussknacker, Holzfiguren (Weihnachtsengel, Bergmannsfiguren, Reifentiere usw.) und Schwibbögen.